# Habenaria barnesii
Habenaria barnesii är en orkidéart som beskrevs av Victor Samuel Summerhayes och Cecil Ernest Claude Fischer. Habenaria barnesii ingår i släktet Habenaria och familjen orkidéer. Inga underarter finns listade i Catalogue of Life.